# هوغو بينيوف

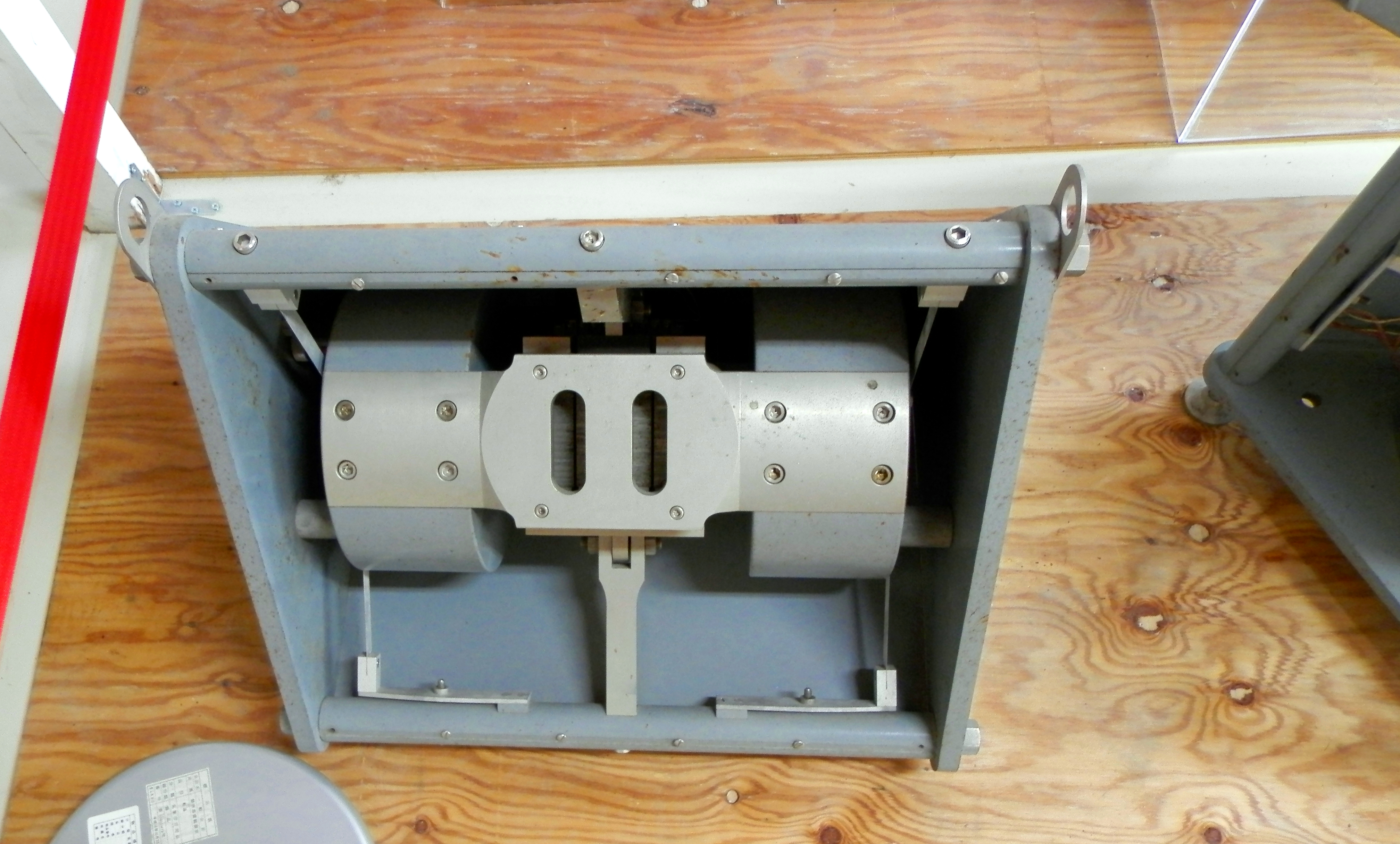

فيكتور هوغو بينيوف (بالإنجليزية: Hugo Benioff)‏ (14 سبتمبر 1899 - 29 فبراير 1968) كان عالم زلازل أمريكي وأستاذ في معهد كاليفورنيا للتكنولوجيا. يُذكر لعمله في رسم موقع الزلازل العميقة في المحيط الهادئ.
ولد بينيوف في لوس أنجلوس. كان والده مهاجرًا يهوديًا من كييف في الإمبراطورية الروسية ووالدته اللوثرية من السويد، بعد تخرجه من كلية بومونا في عام 1921، بدأ بينيوف مسيرته بفكرة كونه عالم فلك وعمل لفترة في جبل ويلسون المرصد، ولكن عندما وجد أن علماء الفلك يعملون في الليل وينامون في النهار، تحول إلى علم الزلازل. التحق بمختبر الزلازل عام 1924 وحصل على الدكتوراه. من معهد كاليفورنيا للتكنولوجيا عام 1935.
يعتبر بينيوف عبقريًا في تصميم أدوات الزلازل. إحدى أدواته الأولى، التي تم إنشاؤها في عام 1932، كانت جهاز قياس الزلازل، الذي يستشعر حركة الأرض - يتم استخدام هذه الأدوات الآن في كل بلد في العالم. تتمتع أداة بينيوف الشهيرة أيضًا بنفس القدر، والتي تسجل تمدد سطح الأرض. كان أحد أحدث إنجازاته نسخة منقحة من مقياس الزلازل القديم بينيوف الذي أعطى علماء الزلازل مزيدًا من المعرفة حول سبب الزلازل العميقة جدًا.
لاحظ بينيوف أن مصادر الزلازل تتعمق أكثر تحت الصفيحة التكتونية المهيمنة التي تتحرك بعيدًا عن الخندق في منطقة الاندساس. أدرك أن هذه المجموعة المائلة من مصادر الزلازل تشير إلى موضع جزء من الصفيحة التي تم تقطيعها بالفعل. وهكذا، يُعرف هذا النمط من الزلازل باسم منطقة بينيوف.
منذ أوائل الثلاثينيات، عمل بينيوف أيضًا على إنشاء الآلات الموسيقية الكهربائية. ولا سيما البيانو والكمان والتشيلو. واصل تطوير هذه الأدوات لبقية حياته، وعمل لأكثر من عقدين مع عازفة البيانو روزالين توريك وأيضًا في نهاية حياته مع شركة بالدوين بيانو. انتخب زميلا في الأكاديمية الأمريكية للفنون والعلوم عام 1958.